# Chủ nghĩa quân quốc
Chủ nghĩa quân quốc hay còn gọi là Chủ nghĩa quân phiệt là  tư tưởng của một chính phủ rằng nhà nước nên duy trì khả năng quân sự mạnh mẽ và sử dụng để mở rộng lợi ích hoặc giá trị quốc gia. Nó cũng có thể ám chỉ sự tôn vinh của quân đội và lý tưởng của một lớp quân sự chuyên nghiệp và "ưu thế của các lực lượng vũ trang trong chính quyền hoặc chính sách của nhà nước. Chủ nghĩa quân phiệt luôn luôn là yếu tố quan trọng của những ý thức hệ đế quốc, hay xâm lược của nhiều quốc gia trong suốt lịch sử loài người. Những thí dụ tiêu biểu như thành phố Hy Lạp Sparta, Đế quốc La Mã, Đế quốc Phổ, Đế quốc Anh, Đế quốc Nhật Bản, Đế quốc Mông Cổ, Đức Quốc xã và chủ nghĩa đế quốc Mỹ.
Sau Thế chiến thứ hai, chủ nghĩa quân phiệt xuất hiện qua nhiều nước sau thời kỳ thực dân tại châu Á (Cộng hòa Dân chủ Nhân dân Triều Tiên, Myanmar và Campuchia của Pol Pot) và ở châu Phi (như Liberia, Nigeria và Uganda). Các chế độ quân phiệt cũng thấy hiện lên ở Mỹ Latinh như chính quyền cực hữu của Augusto Pinochet ở Chile, giành được quyền lực nhờ đảo chính và dựa vào sự ủng hộ của Hoa Kỳ, trong khi những nước khác chính phủ quân sự có khuynh hướng thiên tả như của Hugo Chávez ở Venezuela, được dân bầu lên.

## Quân đội và chiến tranh
Khuynh hướng Chủ nghĩa quân phiệt là ý muốn trang bị vũ khí quá mức, vai trò của quân đội gia tăng trong chính trị đối nội và đối ngoại hoặc là sử dụng bạo động như vũ khí cho chính trị. Họ thường tạo ra một lãnh tụ độc đoán, có nhiều quyền lực, và hung tợn. Những xã hội quân phiệt thường chú trọng đến những tập quán quân sự và địa vị như phân chia cấp bậc, huy chương, danh dự và anh hùng.
Chủ nghĩa quân phiệt không đồng nghĩa với bộ phận quân đội. Nó nói lên một định hướng xã hội thiên về tư tưởng quân sự. Một xã hội nặng về quân sự không phải lúc nào cũng dẫn tới chiến tranh. Ngược lại cũng có những trụ sở quân sự mà nhìn không thấy có nét quân phiệt.

## Đặc điểm của chủ nghĩa quân phiệt
- Mặc đồng phục, tuân lời và phân biệt cấp bậc rõ ràng
- Huy chương, huyền thoại, sùng bái anh hùng
- Say mê quyền lực và tính ưu việt
- Ca tụng bạo lực, chiến tranh và vũ khí
- Khoe khoang sức mạnh và sự bất khuất

Trong những xã hội mà bị quân sự hóa nặng nề, thường là có một thể chế độc tài, các thành viên thường bị đòi hỏi, từ bỏ giá trị cá nhân và đạo đức cho chính phủ quân đội. Con người được mài dũa phải từ bỏ cá tính riêng của mình để có được đặc tính chung thích hợp với xã hội đó. Lãnh tụ được hình tượng hóa. Người ta chấp nhận cái chế độ đó không xét lại.

Sự trao dồi về quân sự với mục đích là để luyện cho binh lính tuân lệnh, không đắn đo khi phải giết người khác. Con người bị ảnh hưởng của tập thể phải từ bỏ cá tính riêng của mình. Những hệ thống như vậy được duy trì nhờ sự kiểm soát, tội lỗi, sợ bị phạt. Một mặt khác những phần thưởng như tăng lương, tăng chức và các gương mẫu chiêu dụ người ta làm theo.

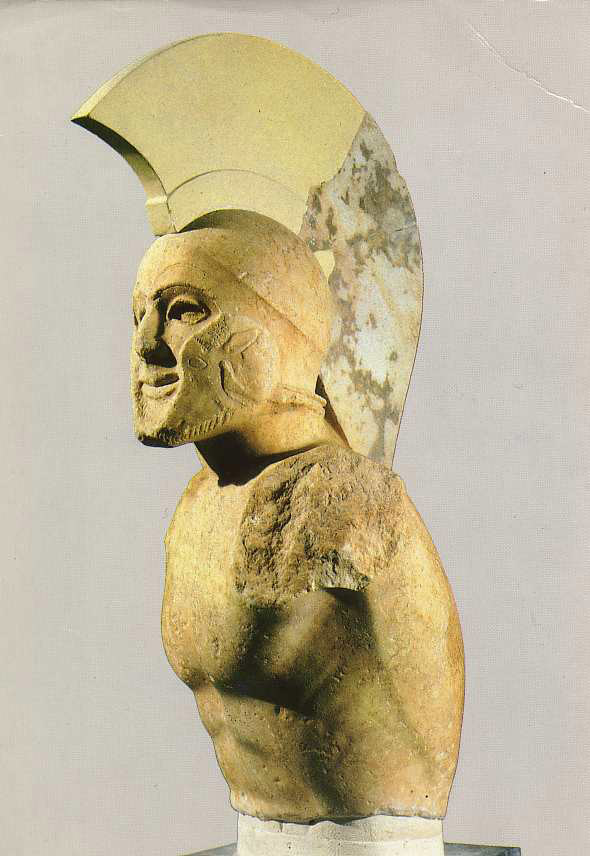
Tượng của một chiến sĩ Sparta

## Xã hội quân phiệt ở thành bang Sparta
Xứ Sparta cho đến thế kỷ thứ ba trước công nguyên là một thành phố tự trị, theo chủ nghĩa quân phiệt và thành bang này chẳng khác gì một trại lính. Số người nô lệ và helots (không phải nô lệ nhưng không có quyền công dân, chỉ làm việc ruộng đồng) đông hơn công dân Sparta.
Khi vừa lên bảy, đứa bé trai thành Sparta sẽ bị bắt khỏi gia đình để đưa vào một loại câu lạc bộ quân sự, nơi huấn luyện nó chiến đấu và sinh hoạt theo kỷ luật sắt. Những kỹ năng duy nhất được dạy là kỹ năng quân sự, mạnh khỏe, kỷ luật và cam đảm, chứ không phải để trau dồi văn hóa, nghệ thuật. Đứa bé nào sinh ra mà bị dị tật hoặc yếu ớt sẽ bị bỏ cho chết đói trong hang động trên núi, một đứa bé như vậy theo quan điểm của người Sparta là không được phép sống.

Cơ sở quân sự được đào tạo để giữ những người nô lệ và người helots khỏi nổi loạn. Đàn ông được khuyến khích lấy vợ vào tuổi 20, nhưng chỉ được ở với gia đình từ tuổi 30 sau thời gian tích cực trong quân đội.

## Con đường của Nhật Bản tiến tới chủ nghĩa quân phiệt
Chủ nghĩa quân phiệt và tham vọng đế quốc tại Nhật phát triển dần dần từ thời Minh Trị vì 5 lý do chính:
Hâm mộ chủ nghĩa đế quốc kiểu phương Tây
Các nhà lãnh tụ Minh Trị tìm kiếm con đường để làm cho Nhật trở thành một quốc gia thượng hạng, bao gồm thế lực và sức mạnh nhờ chiếm đóng lãnh thổ ngoại bang. Trong thế kỷ 19, những cường quốc phương Tây như Anh quốc, Đức, Mỹ, Pháp, Bỉ, Hà Lan, Nga và Ý chiếm được rất nhiều lãnh thổ bằng những phương tiện quân sự. Do biết rất rõ lịch sử lâu đời của chủ nghĩa đế quốc phương Tây, mà đã bắt đầu từ thế kỷ thứ 16, những nhà lãnh đạo thời Minh Trị muốn tham dự với những cường quốc phương Tây để đòi hỏi quyền lợi và những ưu tiên tại các nước châu Á khác. Tuy nhiên các nhà lãnh đạo này biết rằng quốc gia họ cần hiện đại hóa và gây sức mạnh cho quân đội trước khi họ bắt đầu đặt điều kiện với các nước phương Tây.

Ngay cả sau khi Nhật đã bỏ công xây dựng quân đội trong nhiều năm, các nhà lãnh tụ Nhật hiểu rằng vào năm 1895 họ vẫn chưa được ngang hàng với các đế quốc phương Tây khác. Mặc dù, Nhật thắng trận trong cuộc chiến tranh Hoa–Nhật vào năm 1894–1895, và nhờ vậy chiếm được Đài Loan và đã đòi được Trung Hoa bồi thường cho một số tiền lớn, Nhật không thể chống cự lại các thế lực phương Tây khác khi Nga, Đức, và Pháp đòi Nhật phải từ bỏ bán đảo Liêu Đông mà họ đã chiếm được trong chiến tranh. Việc này đã dẫn tới sự phát triển quân sự nhanh chóng giữ năm 1895 và 1904.

Lo ngại về an ninh

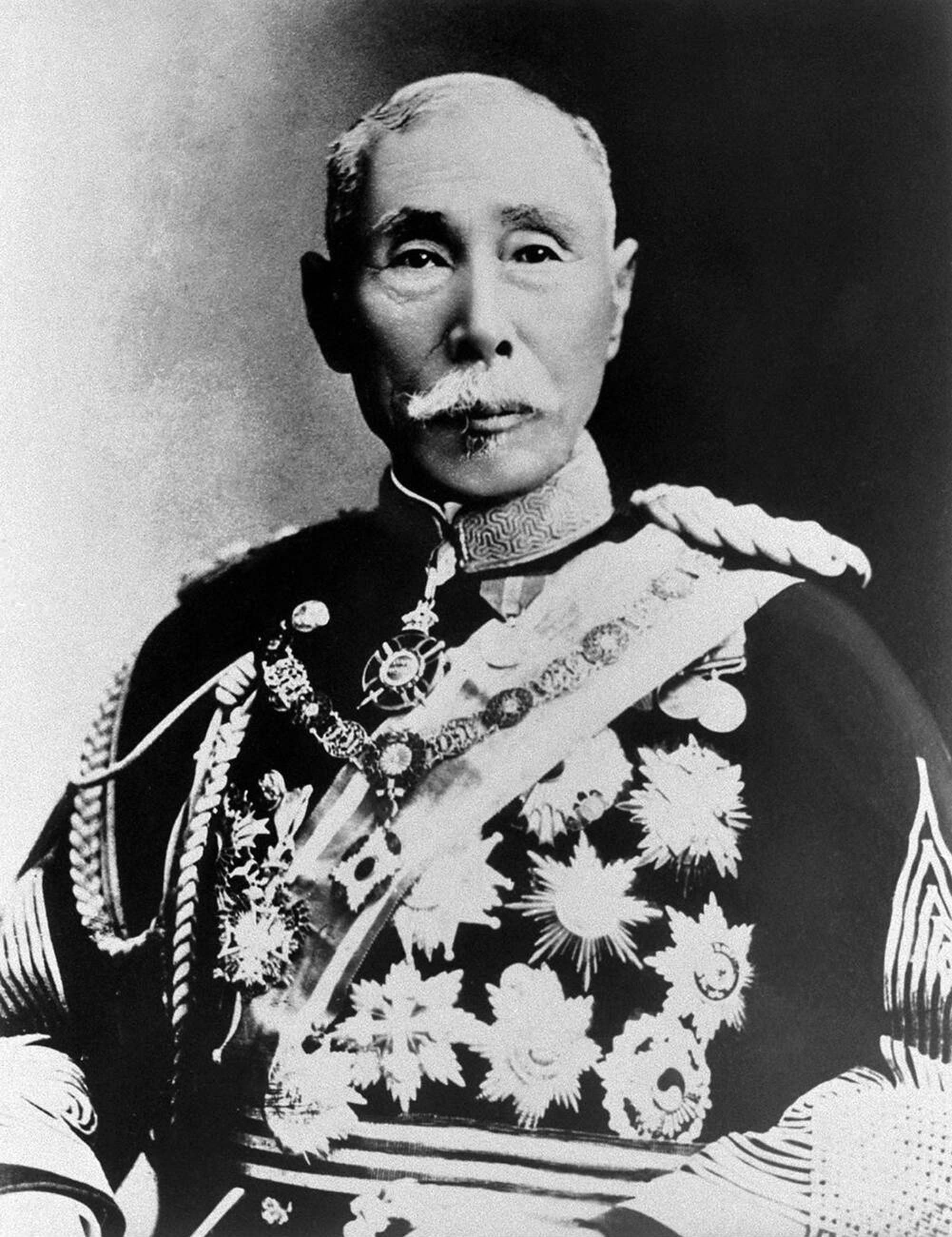
Yamagata Aritomo

Những khuynh hướng về quân phiệt càng phát triển mạnh khi các nhà lãnh đạo trong chính phủ nhận thấy sự cần thiết để bảo vệ quốc gia chống lại Nga và các cường quốc phương Tây khác. Quan sát những tiến bộ về kỹ thuật và sự vượt trội về sức mạnh quân sự nói chung và hải quân nói riêng của phương Tây, Nhật đã sợ là sẽ bị xâm chiếm bởi một nước phương Tây như là Nga. Và với một nước Trung Hoa đã suy yếu về quân sự và kinh tế vào cuối thế kỷ thứ 19, các nhà lãnh đạo Nhật sợ rằng, khi các thế lực phương Tây tranh giành lẫn nhau có thể làm chính thể Trung Hoa lâm vào khủng hoảng nghiêm trọng và như vậy có thể gây ảnh hưởng nặng tới sự an ninh của Nhật Bản.
Yamagata Aritomo, được xem như là cha đẻ của quân đội Nhật cấp tiến cổ võ cho sự bành trướng lãnh thổ vì lý do an ninh hơn là muốn chế ngự.

Kiểm soát lãnh thổ của Hàn Quốc tiêu biểu một yếu tố quan trọng trong việc bảo vệ Nhật chống lại các nước phương Tây, bởi vì Hàn Quốc có cả biên giới với Nga và Trung Hoa. Nhật không nhận ra rằng, họ phải kiểm soát cả bán đảo Liêu Đông nằm phía nam của Mãn Châu để đảm bảo cho việc phòng thủ Hàn Quốc. Mặc dù Nhật đã chiếm được bán đảo Liêu Đông trong cuộc chiến tranh Trung-Nhật, sự can thiệp của Nga, Đức, và Pháp vào năm 1895 buộc Nhật phải từ bỏ bán đảo này. Nga chiếm cảng Arthur ở đỉnh của bán đảo Liêu Đông vào năm 1898, làm gia tăng cái cảm tưởng không được an ninh của Nhật. Mặc dù liên hiệp quân sự với Anh vào năm 1902 đã cho Nhật một đồng minh trong trường hợp bị tấn công, những tranh chấp liên tục với Nga đã dẫn tới cuộc chiến tranh Nga-Nhật vào năm 1904 - 1905.
Tin tưởng vào vai trò lãnh đạo ở châu Á

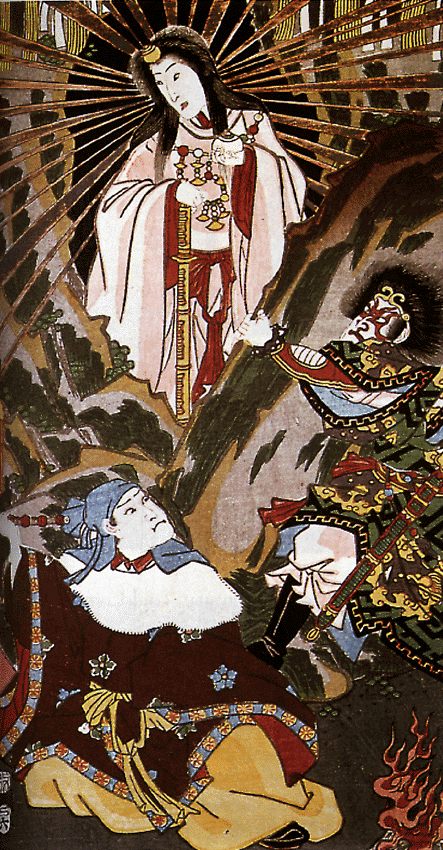
Amaterasu

Vào cuối thế kỷ thứ 19, nhiều nhà lãnh tụ Nhật tin tưởng là nước họ có một "vận mạng hiển nhiên" để giải thoát các nước châu Á khác thoát khỏi vòng kìm tỏa của các nước đế quốc phương Tây và để dẫn dắt các quốc gia này tới một sức mạnh và thịnh vượng tập thể. Fukuzawa Yukichi và các nhà văn khác vào cuối thế kỷ 19 ủng hộ sự bành trướng của Nhật ra hải ngoại và chính sách xã hội Darwin, mà đã đề xướng sự sinh tồn của những nền văn hóa mạnh nhất qua một quá trình chọn lọc tự nhiên.

Vào năm 1905, Nhật trở thành quốc gia châu Á đầu tiên mà đã đánh bại một cường quốc phương Tây, đó là Nga trong cuộc chiến tranh Nga–Nhật 1904–1905, đã làm vững lòng tin của Nhật trong sứ mạng của họ dẫn dắt các nước châu Á và khuyến khích các vị lãnh đạo của các quốc gia châu Á khác là họ có khả năng đứng lên chống lại các mưu đồ của các nước đế quốc phương Tây.

Nhiều nhóm và các nhà văn quốc gia quá khích, chẳng hạn như nhóm đảng Hắc Long và Kita Ikki, giành được sự cảm tình càng ngày càng tăng với quan điểm của họ rằng Nhật nên lãnh đạo châu Á để đuổi các thế lực ngoại bang bằng một cuộc chiến tranh chính nghĩa nếu cần thiết. Nhiều nhóm quốc gia quá khích này tin tưởng rằng đạo đức trong sáng của dòng giống Yamato và dòng giống đặc biệt của Nhật Bản là con cháu của nữ thần mặt trời Amaterasu cho quyền người Nhật đóng vai trò lãnh đạo tại châu Á.
Khiêu khích bởi các thế lực phương Tây
Một loạt các hành động ép buộc, khiêu khích bởi các đế quốc phương Tây từ thập niên 1850 - 1930 gây ra những sự bực tức giữa những người dân Nhật. Nhật đã phải ký những hòa ước không bình đẳng với Mỹ, Pháp, Hà Lan, và Nga vào năm 1858 hạn chế chủ quyền của Nhật, như nhường đất ngay trên lãnh thổ của mình. Nó có nghĩa là người ngoại quốc ở Nhật không phải bị xử theo luật pháp của Nhật. Hòa ước hải quân tại hội nghị Washington 1921 - 1922 buộc Nhật phải chấp nhận tỷ lệ về số tàu chiến không có lợi là 5:5:3 theo thứ tự cho Mỹ, Anh và Nhật, và các thế lực phương Tây lại bắt buộc Nhật tại hội nghị Hải quân London chấp nhận với cùng tỷ lệ cho các Tàu tuần dương hạng nặng 

Những thành kiến kỳ thị chủng tộc nặng nề đối với người Nhật, thêm vào đối với những người Hoa và những người châu Á khác, đã dẫn tới những việc xô xát nghiêm trọng đối với người Nhật. Vào năm 1919 tại hội nghị hòa bình Paris, các nước phương Tây đã từ chối một lời yêu cầu đơn giản của Nhật chỉ thêm một câu về sự bình đẳng của các chủng tộc trong hiến chương của Hội Quốc Liên. Năm 1905 California đã ban hành luật lệ kỳ thị người Nhật (anti-Japanese legislation). Năm sau đó, hội đồng giáo dục tại San Francisco ra lệnh cho trẻ em Nhật và các nước châu Á khác phải học những trường riêng biệt. Năm 1924, Mỹ ra luật Japanese Exclusion Act để ngăn ngừa không cho dân Nhật di cư tới Mỹ. Hàng loạt những sự lăng mạ quốc tế tới sự tự hào và địa vị của người Nhật đã châm dầu vào những tư tưởng quân phiệt và đế quốc của các lãnh tụ chính quyền và các phần tử quốc gia quá khích Nhật.
Những lợi ích về kinh tế
Bởi vì Nhật lệ thuộc rất nặng về thương mại quốc tế, nên tình trạng kinh tế suy thoái trên thế giới đã bắt đầu vào năm 1929 đã gây ra nhiều thử thách kinh tế lớn lao đối với người dân Nhật. Sự suy thoái lớn lao và lan rộng trên khắp thế giới lại xảy ra ngay sau cuộc động đất Kantô vào năm 1923 gây nhiều thiệt hại và đã làm cho nền kinh tế trì trệ suốt thập niên 1920, đã gây nhiều gian khổ cho nông dân và những người làm việc cho những hãng nhỏ. Bước vào thập niên 1930 những động cơ kinh tế cho đế quốc Nhật trở nên rất mạnh để bảo đảm những thương mại quốc tế được tiếp tục.

Kinh tế phát triển đòi hỏi một thị trường xuất khẩu mạnh cho vải vóc của Nhật cùng các thứ hàng hóa khác. Các nước châu Á khác, đặc biệt là Trung Quốc, đã cung cấp những cơ hội thị trường tốt đẹp nhất cho các sản phẩm xuất khẩu của Nhật. Bởi vậy chính phủ Nhật cần phải đảm bảo là nền thương mại này sẽ không bị gián đoạn bằng cách đạt được các quyền về thương mại và chuyên chở tại Trung Quốc. Kinh tế Nhật cũng đòi hỏi sự nhập khẩu các nguyên liệu để cung cấp cho các hãng xưởng của nền kỹ nghệ.

Những đất đai rộng rãi và những nguồn tài nguyên dồi dào tại Mãn Châu như là sắt và than đá cung cấp một lời giải cho khó khăn của nước Nhật vì quá đông dân và nhu cầu về nguyên liệu cho các kỹ nghệ nặng, mà tập trung vào việc xây dựng những dụng cụ quân sự. Nhật Bản xâm chiếm Mãn Châu vào năm 1931. Nhật sau đó xâm lấn tới những quốc gia khác tại Nam Á để bảo đảm có đầy đủ tài nguyên để duy trì sự tự túc. Thí dụ: Nhật cần dầu hỏa từ công ty Dutch East Indies để cung cấp cho nền kỹ thuật và quân sự của mình.